# Mungwi (Distrikt)
Mungwi ist einer von zwölf Distrikten in der Nordprovinz in Sambia. Er hat eine Fläche von 9759 km² und es leben 205.100 Menschen in ihm (2022). Die Hauptstadt ist Mungwi.

## Geschichte
Der Distrikt gehörte bis 1997 zu Kasama und erhielt dann seine Eigenständigkeit. Die Missionsstation Mariannhill in Mungwi besteht seit etwa 1910.

## Geografie
Mungwi grenzt im Norden an den Distrikt Senga Hill, im Nordosten an Nakonde, im Südosten an Chinsali, im Süden an Shiwang’andu und im Westen an Kasama und Lunte. Der Distrikt liegt etwa 30 km östlich von Kasama, der Provinzhauptstadt der Nordprovinz. Mungwi ist in dreizehn Wards aufgeteilt.
Der Distrikt liegt auf einem sanft hügeligen Plateau, auf einer Höhe zwischen 1200 und 1600 m über dem Meeresspiegel. Im östlichen Teil ist er von den Überschwemmungsgebieten des Chambeshi und des Kalungu geprägt, während im Norden eine breite Bergkette liegt.
Der Bezirk hat reichlich Wasser. Einer der vier großen Flüsse Sambias, der Chambeshi, fließt durch den östlichen Teil des Distrikts. Es gibt über 80 Bäche und eine Reihe von Dambos und Sümpfen, die über den Distrikt verteilt sind. Von den Bächen sind 50 ganzjährig, während die anderen trockenfallen. Der Chambeshi wird hauptsächlich zum Fischen, Haushalten und Wasser für Tiere und selten zu Bewässerungszwecken verwendet. Die Bäche und Dambos hingegen werden zur Bewässerung und Fischzucht genutzt. Entlang der Überschwemmungsebenen des Chambeshi wird Reis in großen Mengen angebaut.

## Klima
Mungwi hat tropisches Klima. Es fallen mehr als 1000 mm Regen pro Jahr. Die Regenzeit beginnt im November und endet im April. Die durchschnittliche Vegetationsperiode liegt zwischen 140 und 170 Tagen. Die durchschnittliche monatliche Temperatur während der Vegetationsperiode reicht von 19 bis 27 °C, während die kühlsten Monate (Juni und Juli) im Durchschnitt um 16 °C liegen. Die Temperaturen beginnen im August zu steigen und erreichen im Oktober mit einem maximalen Durchschnitt von 23 °C ihren Höhepunkt.

## Bevölkerung
Entlang des Chambeshi herrscht aufgrund von Fischfang und Handel eine hohe Bevölkerungsdichte. Ebenso ist die Bevölkerungsdichte entlang der TAZARA-Eisenbahnlinie hoch.
Der dominierende Stamm im Distrikt sind die Bemba.

## Wirtschaft
Von 17.057 Bauern kultivieren fünf 315 Hektar großflächig, 130 mittlere Bauern 910 Hektar und 16.922 Subsistenzbauern 12.458 Hektar. Die African Plantation Company in Ngoli betreibt Kaffeeplantagen. In den Chambeshiauen wird Zuckerrohr angebaut. Trotzdem gelten die Böden hier als weniger fruchtbar und die Ernteerträge bleiben unter den möglichen Mengen. Die Versorgung mit Kunstdünger ist mangelhaft. Der Hektarertrag von Subsistenzbauern liegt bei 3 Tonnen Mais. Die Viehhaltung gilt als unterentwickelt. Es werden Rinder, Schweine, Schafe, Ziegen und Hühner gehalten.

## Infrastruktur
Mungwi ist durch die Asphaltstraße bei Kasama und die TAZARA bei Nakonde durch hoch belastbare Transportrouten erschlossen. Die übrigen Wege im Distrikt erfordern Allradantrieb oder Packesel. Mungwi hat Grund- und Sekundarschulen, die letztere zählt zu den besten Technischen Schulen Sambias. Es gibt ein 30-Betten-Krankenhaus, das Anfang der 1990er Jahre von der Liebenzeller Mission aufgebaut wurde.

## Sozialstruktur
In ländlichen Gebieten wird das Großfamiliensystem praktiziert. Erweiterte familiäre Beziehungen sind langlebig. Männliche Kinder heiraten in der Regel und bauen ein Haus in der Nähe des Wohnortes der Eltern. In städtischen Gebieten ist die Familie überwiegend Kernfamilie. Familien, die seit mehreren Generationen in städtischen Gebieten leben, haben oft nur schwache Verbindungen zu ihrer weiteren Großfamilie in ländlichen Gebieten.
Bräuche, Überzeugungen und Praktiken haben immer noch einen wichtigen Einfluss darauf, wie die Gesellschaft im Distrikt funktioniert. Viehhaltung ist die traditionelle Form des Vermögens. Das Prestige der Männer und der Respekt, den sie genießen, hängen von der Anzahl der Rinder ab, die sie besitzen.
Traditionelle Medizin wird immer noch häufig verwendet. Oft entscheiden sich Patienten im Krankenhaus für die Einnahme traditioneller Medikamente neben modernen Medikamenten.